# Liste der Naturdenkmale in Fischbach bei Dahn
Die Liste der Naturdenkmale in Fischbach bei Dahn nennt die im Gemeindegebiet von Fischbach bei Dahn ausgewiesenen Naturdenkmale (Stand 23. Mai 2024).

## Naturdenkmale
| Nr.         | Bezeichnung                 | Lage                                                 | Beschreibung                      | Bild                                    |
| ----------- | --------------------------- | ---------------------------------------------------- | --------------------------------- | --------------------------------------- |
| ND-7340-218 | Hinzenfelsen                | südlich des Ortes; Abteilung Hinzenfelsen Lage       | langgestrecktes Buntsandsteinriff | Fotos hochladen                         |
| ND-7340-219 | Kilpenstein                 | westlich des Ortes; Abteilung Auf der Fals Lage      | Buntsandsteinfelsen               | Direkt Bild zu diesem Denkmal hochladen |
| ND-7340-220 | Felspartie Kleiner Samsberg | oberhalb der Bergstraße Lage                         | Buntsandsteinfelsen               | Fotos hochladen                         |
| ND-7340-263 | Hainbuche                   | nordöstlich des Ortes; Abteilung Verdumpfenloch Lage | Carpinus betulus                  | Direkt Bild zu diesem Denkmal hochladen |